# Lærdalsøyri

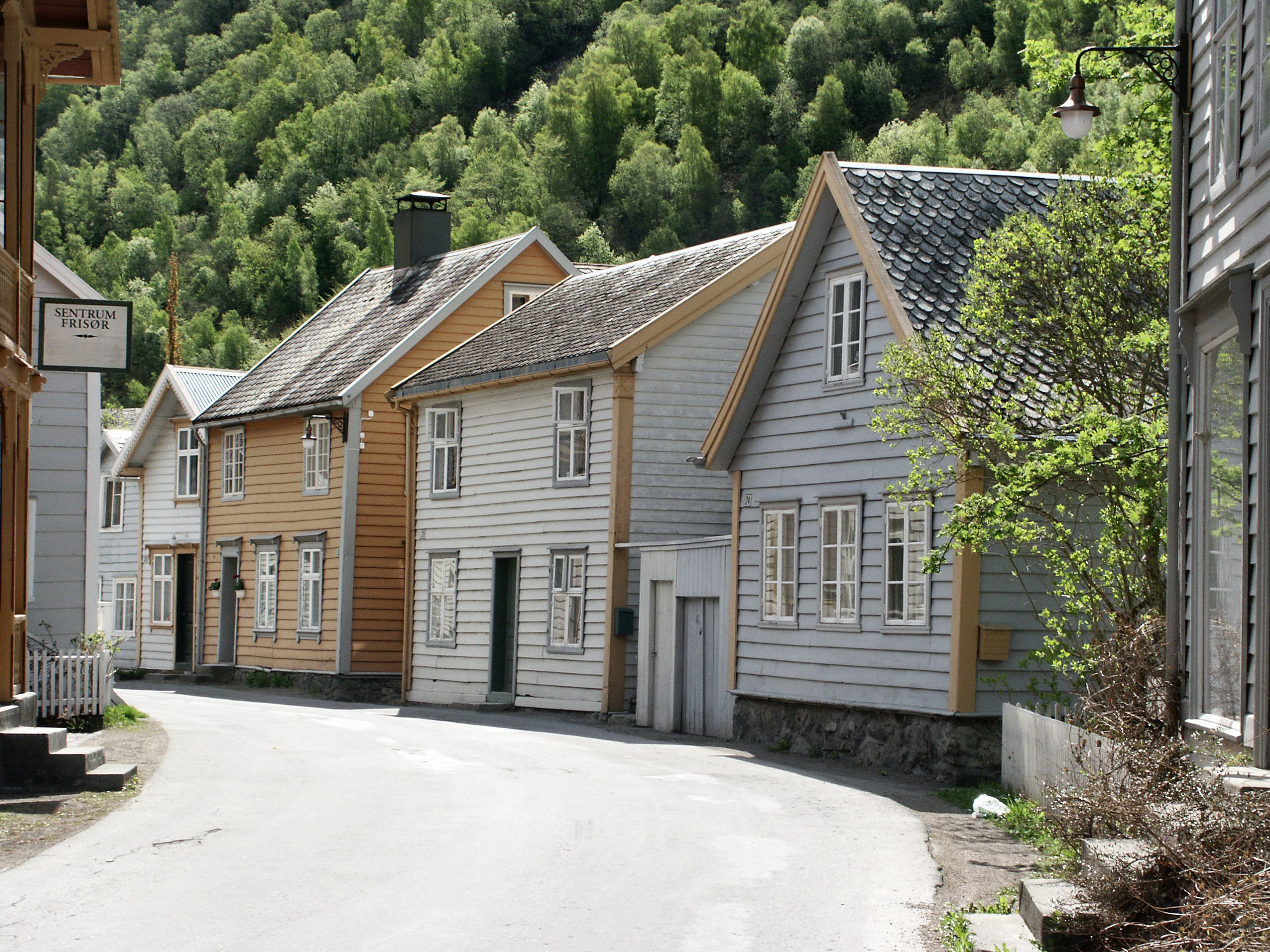
Straßenzug in Gamleøyri, 2006

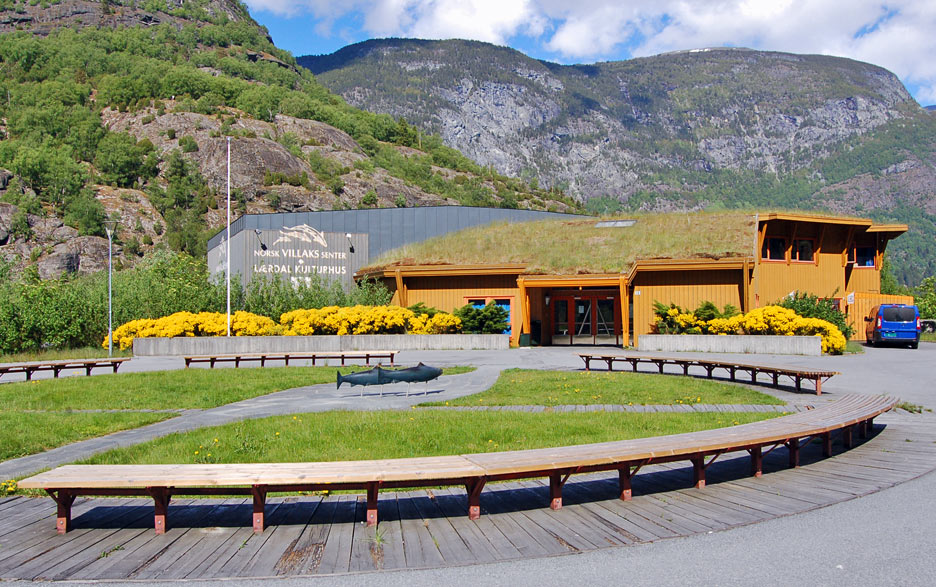
Norsk Villakssenter, 2009

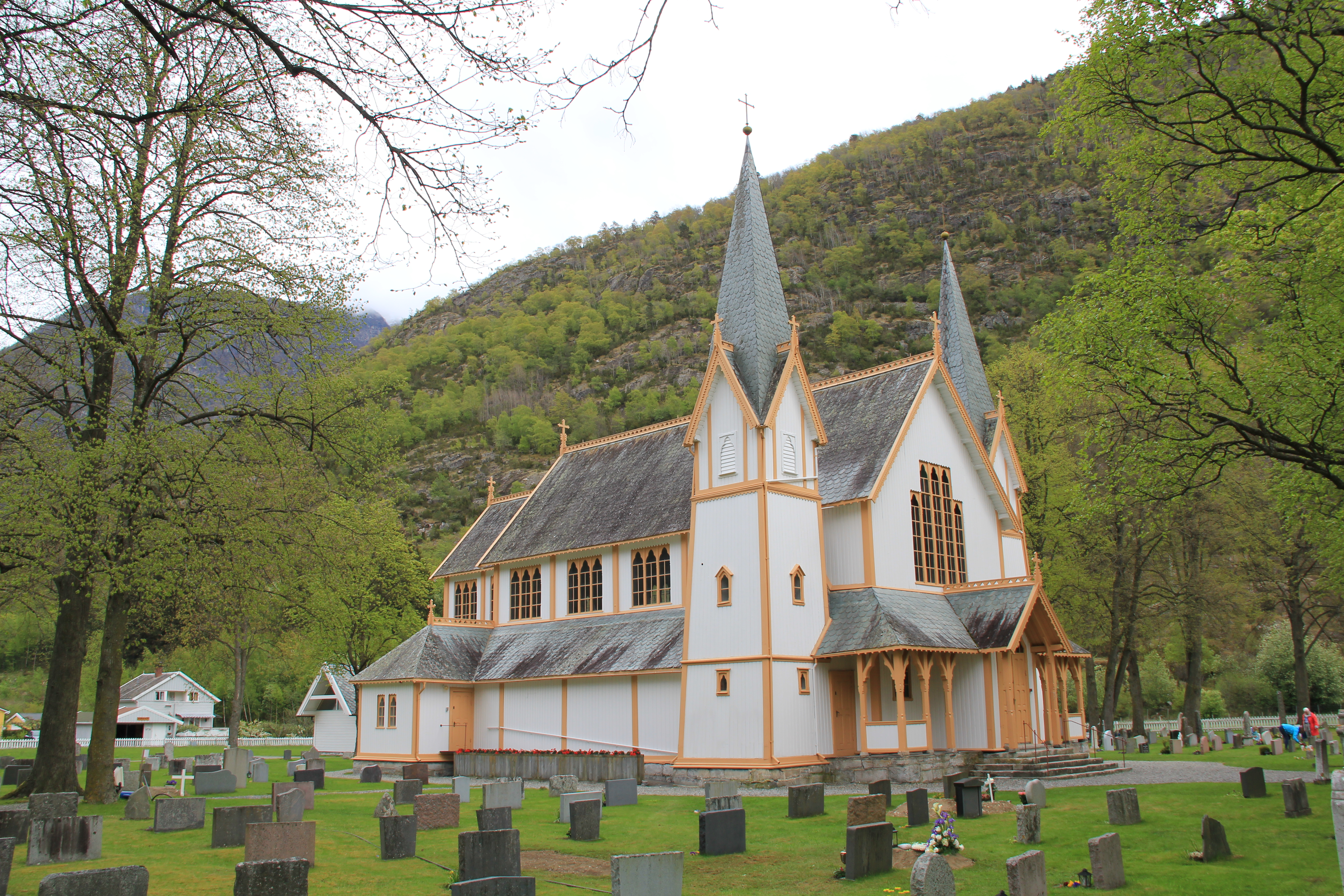
Hauge kyrkje, 2012

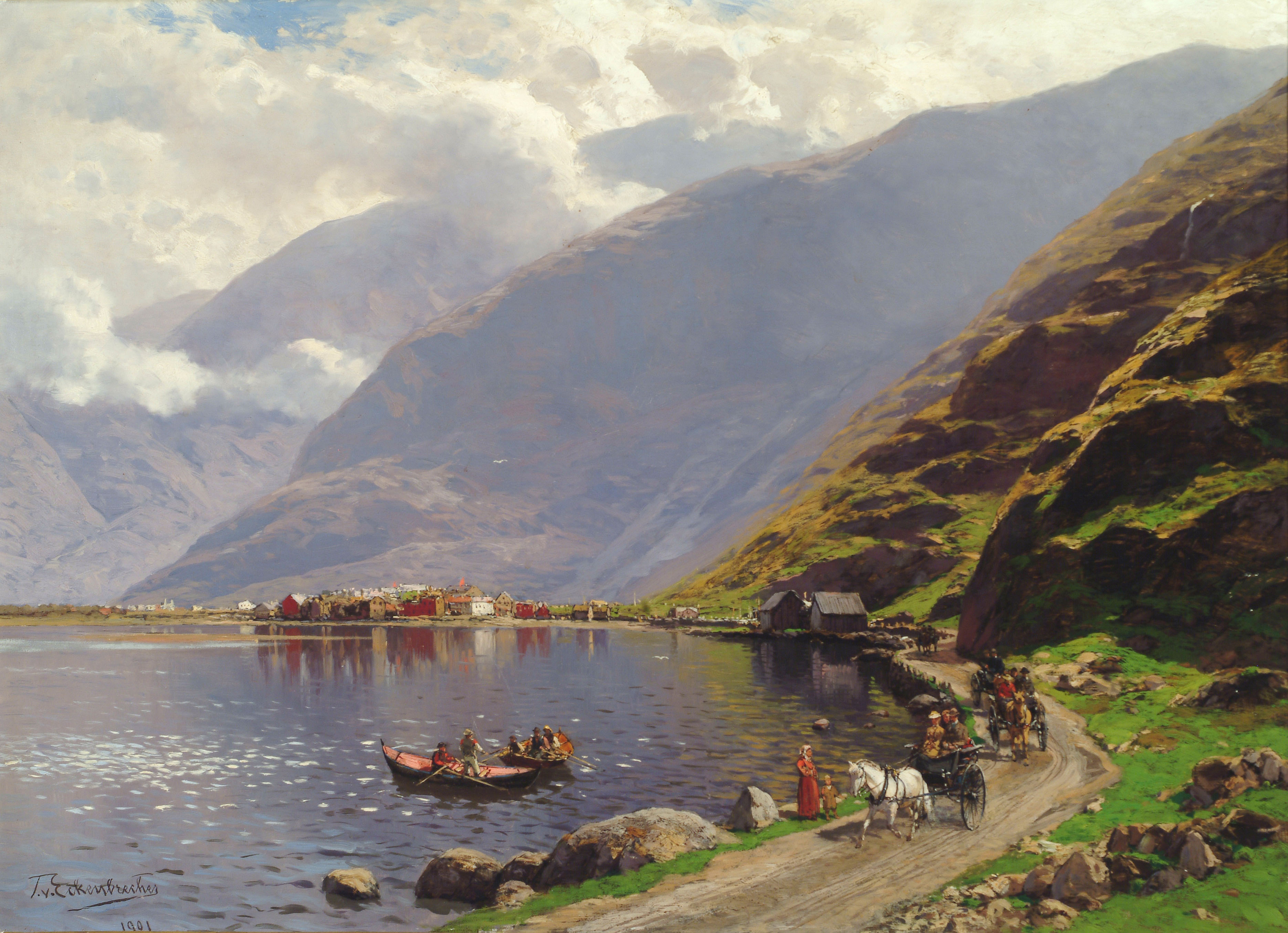
Aussicht auf Lærdalsøyri gemalt von Themistokles von Eckenbrecher, 1901

Lærdalsøyri ist das Verwaltungszentrum der norwegischen Gemeinde Lærdal in der Provinz Vestland. Der Ort hat 1175 Einwohner (Stand: 1. Januar 2024).

## Geographie
Lærdalsøyri befindet sich am Ende des Lærdalsfjorden, der ein Seitenarm des Sognefjorden ist. Der Ort liegt im Lærdalen und ist von den Bergen Høganosi, Skvettebottshøgdene, Vetle Hånosi Store, Grønefjell und Bårdshøgdi umgeben. Durch den Ort fließen die Flüsse Lærdalselva und Ofta.

## Geschichte
Lærdalsøyri entstand als Handelsplatz durch den Handel zwischen den Gebirgsregionen des Østlandet und den Fjordregionen des Vestlandet. Die älteste Bebauung befindet sich am Ufer des Fjords und stammt aus dem 18. und 19. Jahrhundert. Dieser Ortsteil wird auch Gamleøyri oder Gamle Lærdalsøyri genannt, was Altes Lærdalsøyri bedeutet. Weiter landeinwärts zersiedelt sich der Ort und die Gebäude sind jüngeren Datums, zumeist aus der Zeit der Jahrhundertwende vom 19. zum 20. Jahrhundert.
Am 19. Januar 2014 brach ein Brand zwischen Gamleøyri und der Kirche aus und zerstörte 40 Häuser. Darunter befanden sich sechs denkmalgeschützte Gebäude, auch das Synneva Eris hus. Rund 90 Einwohner kamen mit einer Rauchvergiftung ins örtliche Krankenhaus. Die Übrigen wurden während des Brandes im Nachbarort Aurlandsvangen in Sicherheit gebracht.

## Wirtschaft und Infrastruktur
Durch den Ort verläuft der Riksvei 5. In Richtung Süden ist er Zubringer zur Europastraße 16 und verbindet Lærdalsøyri mit den wichtigen Handelsstädten Oslo und Bergen. In Richtung Norden gelangt man durch den Fodnestunnel und über eine Fährverbindung nach Kaupanger in der gleichnamigen Gemeinde. Der Tunnel beginnt direkt am Ortsausgang. Der Fylkesvei 271 beginnt in Lærdalsøyri und verläuft durch das Lærdalen parallel zum Riksvei 5, jedoch auf der anderen Flussseite des Lærdalselva. In Richtung Südwesten biegt vom Riksvei 5 der Fylkesvei 5627  nach Aurlandsvangen (Aurland) ab. Hierbei handelt es sich um eine alte, nur teilweise geöffnete Passstraße, die auch als Snøvegen bekannt ist. Sie wurde durch den Bau der E16 und den Durchbruch des Lærdalstunnel ersetzt und dient heute hauptsächlich als Touristenstraße. Der Fährverkehr wurde ebenfalls durch Bau der E16 stark eingeschränkt. Es besteht eine Verbindung zu den Orten Kaupanger, Frønningen und Gudvangen (Aurland).
Lærdalsøyri stellt ein lokales Handelszentrum dar. Es haben sich einige Kleinbetriebe angesiedelt, der Ort lebt jedoch stark vom Tourismus. 
Der wichtigste Arbeitgeber ist das Krankenhaus Lærdal. Es gehört zur Helse Førde HF und ist ein regionales Krankenhaus für den Bezirk Indre Sogn. Zu dessen Einzugsgebiet gehören neben Lærdal die Nachbargemeinden Årdal, Aurland, Sogndal, Luster, Leikanger und Vik. Zum Gesundheitswesen des Ortes gehört neben dem Krankenhaus eine Apotheke.
Es gibt einen Kindergarten (0–6 Jahre) und zwei Schulen in Lærdalsøyri. Die Barneskole ist eine Gemeinschaftsschule für die Klassen eins bis zehn. Die Videregående Skole ist eine weiterführende Schule.

## Kultur und Sehenswürdigkeiten
In Lærdalsøyri befindet sich das Norsk Villakssenter. Es ist ein Informationszentrum zum Thema Wildlachse.
Die hölzerne Kirche Hauge kyrkje im Ortszentrum wurde vom Architekten Christian Brodtkorp Christi entworfen und 1869 geweiht. Das Altarretabel stammt vom norwegischen Maler Nils Bergslien.
Für sportliche Aktivitäten in Lærdalsøyri gibt es eine Sporthalle und das Lærdal Stadion.